# أرمسترونغ وليامز
أرمسترونغ وليامز (بالإنجليزية: Armstrong Williams) هو صحفي أمريكي، ولد في 5 فبراير 1959 في نيويورك في الولايات المتحدة.

## وصلات خارجية
- أرمسترونغ وليامز على موقع IMDb (الإنجليزية)
- أرمسترونغ وليامز على موقع إن إن دي بي (الإنجليزية)
- أرمسترونغ وليامز على موقع قاعدة بيانات الفيلم (الإنجليزية)